# Proscopia paraensis
Proscopia paraensis är en insektsart som först beskrevs av Rehn, J.A.G. 1906.  Proscopia paraensis ingår i släktet Proscopia och familjen Proscopiidae. Inga underarter finns listade i Catalogue of Life.